# Zvenella
Zvenella is een geslacht van rechtvleugeligen uit de familie krekels (Gryllidae). De wetenschappelijke naam van dit geslacht is voor het eerst geldig gepubliceerd in 1988 door Gorochov.

## Soorten
Het geslacht Zvenella omvat de volgende soorten:
- Zvenella acutangulata Xia, Liu & Yin, 1991
- Zvenella aequalis Ma & Zhang, 2012
- Zvenella albomaculata Chopard, 1969
- Zvenella chopardi Gorochov, 2002
- Zvenella cognata Gorochov, 1992
- Zvenella decussatus Ma & Zhang, 2012
- Zvenella geniculata Chopard, 1931
- Zvenella malayana Gorochov, 2002
- Zvenella modesta Gorochov, 2002
- Zvenella parcevenosa Chopard, 1931
- Zvenella pulchella Gorochov, 1988
- Zvenella reticulata Gorochov, 2002
- Zvenella scalpratus Ma & Zhang, 2012
- Zvenella taynguyena Gorochov, 1990
- Zvenella transversa Ingrisch, 1997
- Zvenella yunnana Gorochov, 1985